# Jean-Claude Trial
Jean-Claude Trial (* 13. Dezember 1732 in Avignon; † 23. Juni 1771 in Paris) war ein französischer Violinist, Komponist und Operndirektor.

## Leben
Nach einer musikalischen Ausbildung an der Kathedrale von Avignon, wurde Trial mit nur 12 Jahren zum maître de musique an der Kathedrale Notre-Dame de Nazareth von Vaison ernannt. Bereits nach kurzer Zeit ließ sich Trial in Montpellier nieder, wo er sein Violinspiel und seine Kompositionskenntnisse bei einem Lehrer namens Garnier vervollkommnete. In dieser Zeit komponierte er Motetten und Werke für Violine.
Um Jean-Philippe Rameau kennenzulernen und sich von ihm unterrichten zu lassen, reiste Trial 1740 nach Paris, dort wurde er erster Violinist an der Opéra-Comique und zuerst zweiter Violinist im Orchester des Prinzen de Bourbon-Conti, dessen Leitung er später übernehmen konnte.
Von 1767 an, leitete er gemeinsam mit Pierre Montan Berton die „Académie royale de musique“, die Pariser Oper. In diese Zeit vielen die Vergrößerung des Orchesters und andere strukturelle Änderungen. Schon nach zwei Jahren mussten sie ihren Vertrag lösen, ihr Nachfolger wurde Antoine Dauvergne.

## Der Bruder
Sein jüngerer Bruder Antoine Trial (1737–1795) war ein renommierter Sänger an der Comédie-Italienne, der sich ab 1789 der revolutionären Politik zuwandte und deshalb beim Publikum in Ungnade fiel. Dessen 2. Ehefrau Jeanne-Marie Trial-Milon (1746–1818) war als Sopranistin an Pariser Bühnen aktiv, mehrere Komponisten, besonders aber André-Ernest-Modeste Grétry, komponierten mehrere Arien speziell für ihre Stimme.

## Werke (Auswahl)
- Verschiedene Stücke für Violine und Bass, die noch nach Trials Tod von Simon Leduc und anderen Geigern aufgeführt wurden.
- Mehrere Divertissements und Ouvertüren

Kantaten
- Hypolite für Bariton und Orchester
- Les Triomphes de l’amour
- Le Triomphe de Renaud
- Mehrere Ariettes für eine Singstimme und Orchester

Bühnenwerke
- Le Tonnelier (Nicolas-Médard Audinot), opéra comique in einem Akt (1765, Paris, Comédie-Italienne) (gemeinsam mit François-Joseph Gossec, Philidor, Johann Schobert)
- Renaud d’Ast (Pierre René Le Monnier), comédie mêlée d’ariettes in 2 Akten (1765, Fontainebleau) (mit Pierre Vachon)
- Silvie (Pierre Laujon), Oper, Prolog 3 Akte (1765, Fontainebleau) (mit Berton)
- Ésope à Cythère (Louis-Hurtaut Dancourt), comédie mêlée d’ariettes in einem Akt (1766, Paris, Comédie-Italienne) (mit Pierre Vachon)
- Théonis ou Le Toucher (Antoine-Alexandre-Henri Poinsinet), pastorale héroïque in 1 Akt (11. Okt. 1767 Paris, Académie royale de musique) (mit Berton und Louis Granier)
- Linus (Charles-Antoine Le Clerc de La Bruère), Oper in 5 Akten (um 1769, nicht aufgeführt) (mit Berton)
- La Fête de Flore (Jean-Paul André de Razins Saint-Marc), pastorale héroïque 1 Akt (1770, Fontainebleau und 1771, Paris, Académie royale de musique)
- La Chercheuse d’esprit (Favart/Marquis de Paulmy d’Argenson), comédie mêlée d’ariettes in 1 Akt (nach 1756) (Autorenschaft unsicher)
- Les Femmes et le secret (Quétant), comédie mêlée d’ariettes in 1 Akt (1767, Paris, Comédie-Italienne) (Autorenschaft unsicher)